# Bedros Tourian
Bedros Tourian, (în armeană: cu ortografie clasică Պետրոս Դուրեան, cu ortografie reformată Պետրոս Դուրյան) (n. 20 mai/1 iunie 1851, Üsküdar⁠(d), Imperiul Otoman – d. 21 ianuarie/2 februarie 1872, Constantinopol, Imperiul Otoman) a fost un poet, dramaturg și actor de teatru de limbă armeană apuseană.

## Biografie
Bedros Tourian (ortografie alternativă: Petros Durian) s-a născut într-o familie afectată de sărăcie, al cărei tată era fierar la Istanbul. A fost un poet romantic, cu o sensibilitate aprinsă, care a avut admiratori ai operei sale încă din timpul vieții sale.
A lăsat o moștenire în teatrul și poezia armeană. Un patriot, piesele sale istorice au fost inspirate de dorința de eliberare națională. Profesorul său de școală armeană a fost Hagop Baronian, un satirist. Educat în limba și cultura franceză, Tourian a studiat foarte bine lucrări de Hugo, Lamartine și de Musset și a adus o calitate lirică și sentimentală poeziei în limba sa maternă, armeana. Spontane, elocvente și pline de numeroase imagini și metafore, poeziile sale dezvăluie strălucirea artistică naturală și au deschis calea inovației bazate pe stilul vechi de scriere. Uneori, i se atribuie lui Tourian originea tradiției lirice moderne în versuri. Poeziile sale au fost traduse în rusă, franceză, engleză, germană și italiană, dar și în română, bulgară, greacă, maghiară, persană, turcă și spaniolă.

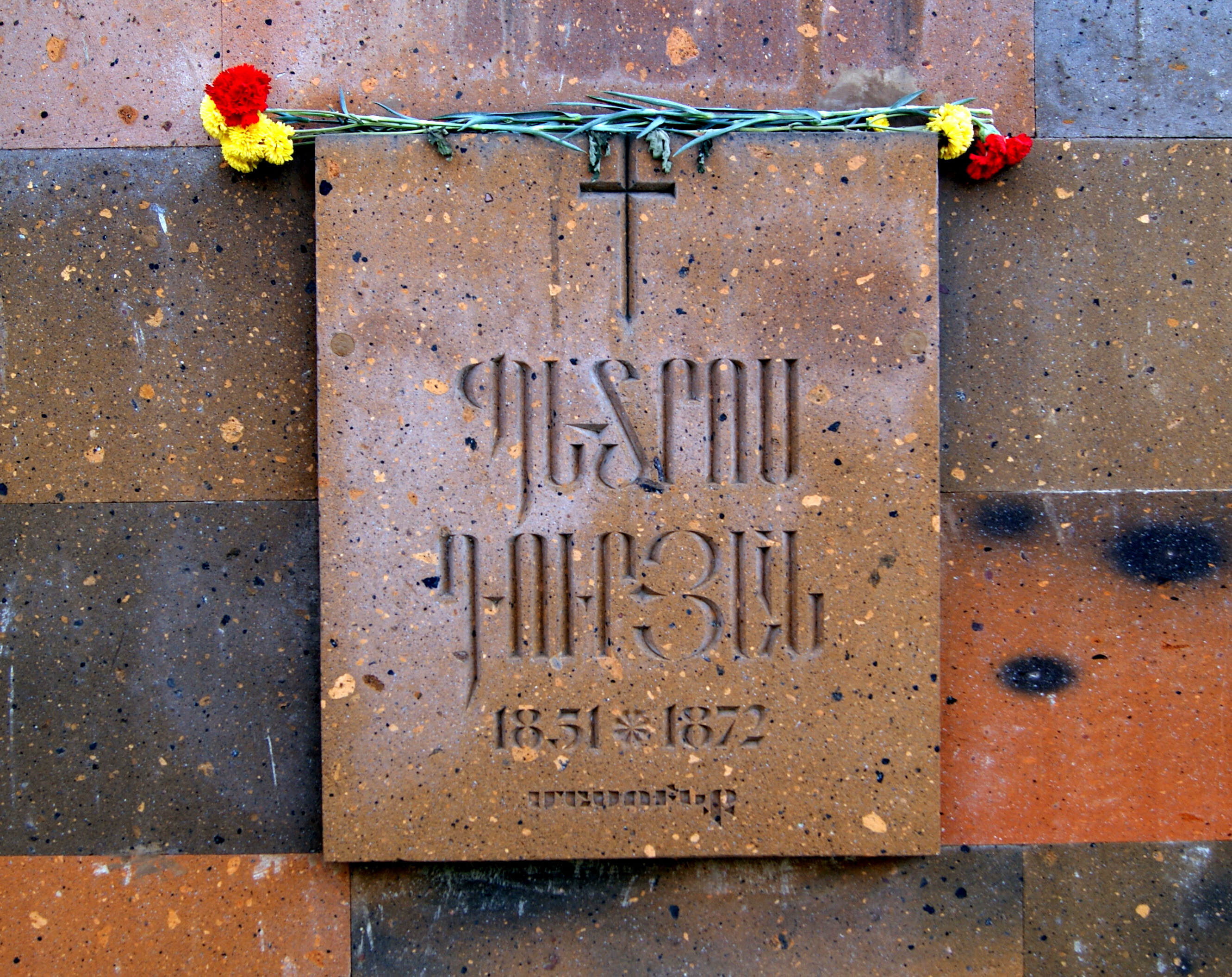
Mormântul lui Petros Durian la Pantheon, Erevan

A avut o viață teatrală activă, în ciuda opoziției tatălui său, scriind piese și interpretând ca actor pe scenă. Având în vedere sărăcia familiei sale, avantajul financiar pe care l-a avut prin munca sa ca actor ar fi putut fi un factor în sfidarea dorințelor tatălui său. Valoarea sa artistică a fost recunoscută și apreciată rapid și a devenit popular prin piesele sale. Printre piesele sale de teatru se numără Țările Negre (Սև հողեր կամ Հետին գիշեր Արարատյան, 1868), Artaxias I Cuceritorul (Արտաշես աշխարհակալ, 1869), Căderea Casei Arsacid (1870), Cucerirea cetății Ani, Capitala Armeniei (1871) și Teatru sau Mizerabilii (Թատրոն կամ Թշվառներ, 1871). 
Teatru sau Mizerabilii abordează problema nedreptății sociale și a decăderii morale. În piesă doi îndrăgostiți se sinucid pe scenă. Dacă Tourian ar fi trăit o viață mai lungă, ar fi putut avea ocazia să dezvolte un repertoriu teatral mai sofisticat. Istoria îl amintește mai mult pentru versurile sale decât pentru dramele sale, cu toate că acestea din urmă i-au adus inițial faima în timpul vieții sale.
Știind că va muri tânăr, a călărit pe o furtună a emoțiilor, plângându-se Atotputernicului într-un poem și implorând iertare în altul. Visele nerealizate și dorința neîmplinită de a trăi pentru a ajuta la dezvoltarea națiunii sale i-au provocat dureri și tristețe profunde, lucru care se reflectă în opera sa.
Următorul poem, Micul lac, este o aluzie la faptul că Tourian, care aparent  era îndrăgostit de o actriță, a auzit-o spunând cu dispreț: „O, el? El tremură și este atât de palid - s-ar putea chiar să moară într-una din zilele astea! ” (ceea ce s-a și întâmplat).
Bedros Tourian a murit de tuberculoză la vârsta de doar 21 de ani.